# Журбенко, Александр Спиридонович
Алекса́ндр Спиридо́нович Журбе́нко (август 1903, станция Лозовая, Екатеринославская губерния — 26 февраля 1940, Москва) — начальник Управления НКВД по Московской области (1938), майор государственной безопасности (1937).

## Биография
Родился в украинской семье крестьянина-бедняка. Учился в церковно-приходской школе. В 1915—1919 учился в Высшем начальном училище. Проживал с матерью в Симферополе в 1919—1920, работая подмастерьем в сапожной мастерской в Симферополе, затем помощник конторщика в комиссионной фруктовой конторе до апреля 1920.
В органах ВЧК—ОГПУ—НКВД начал работу как делопроизводитель Крымской ЧК. В 1924—1931 — помощник уполномоченного, уполномоченный, старший уполномоченный Секретного отдела Полномочного представительства ОГПУ по Крыму. Член ВКП(б) с 1928. В 1931—1933 помощник начальника Секретно-политического отдела Полномочного представительства ОГПУ по Крыму. В 1933—1935 начальник 3-го отделения, начальник 4-го отделения Секретно-политического отдела Полномочного представительства ОГПУ — УГБ Управления НКВД по Московской области. В 1935—1936 помощник начальника Секретно-политического отдела УГБ УНКВД по Московской области. В 1936—1937 начальник 6-го отделения Секретно-политического — 4-го отдела ГУГБ НКВД СССР. В 1937—1938 начальник 9-го отделения 4-го отдела ГУГБ НКВД СССР. В 1938 помощник начальника, затем начальник 4-го отдела 1-го управления НКВД СССР. На момент ареста начальник Управления НКВД по Московской области.
Депутат Верховного совета РСФСР 1-го созыва.
Арестован 29 ноября 1938. Приговорён ВКВС СССР 15 февраля 1940 к высшей мере наказания. Расстрелян 26 февраля 1940. Не реабилитирован.

### Звания
- капитан государственной безопасности, 26.12.1935[2];
- майор государственной безопасности, 05.11.1937[2].

### Награды
- знак «Почётный работник ВЧК—ГПУ (XV)», 29.12.1933;
- орден Красной Звезды, 19.12.1937[2].